# Bitka kod Covadonge
Bitka kod Covadonge, bitka između kršćanske Kraljevine Asturije i muslimanskog maurskog emirata Al-Andalusa, dijela Omejidskog Kalifata. Odvila se je 28. svibnja 722. godine. Povjesničari nisu u potpunosti suglasni oko godine, jer ranije se smatralo da je bila 718. godine.

## Uvodne okolnosti
Rođak i mačonoša kralja Rodrika Pelayo (685. – 737.), koji je preživio bitku kod Guadalete, povukao se je u sjeverne krajeve Pirenejskog poluotoka gdje je muslimanska vladavina još uvijek bila slaba. No, ondje je pristao biti vazalom mjesnog muslimanskog poglavara Munniza. No, mirni "suživot" poremetilo je što je Munniz oteo Pelayovu sestru i oženio ju. Pelayo je bio nezadovoljan time i prestao je plaćati daću Munnizu. Na to su muslimanski vladari poslali ga uhvate odmetnika i vezanog ga dovedu. U krajnje nepovoljnim brojčanim odnosima, Pelayo je otišao u planinu i sa sobom poveo onoliko ljudi koliko je u žurbi mogao skupiti. Sklonio se na sjeverozapadu Pirenejskog poluotoka, u gorskim zabitima u Asturiji koji su bili slobodni kraj. Kršćanski bjegunci su ga proglasili kraljem i tako je nastala Kraljevina Asturija. Emir Al-Andalusa pobjesnio je kad je doznao za neposluh i uspostavu kršćanske države. Zapovijedio je podizanje velike vojske iz svih krajeva Al-Andalusa i odlazak u pohod na državu "nevjerničkih pobunjenika". Prema kroničarima, skupio je 180.000 vojnika. Opkolili su Pelayovu planinu. Kao glasnika poslali su izvjesnog Oppu, biskupa i/ili plemića koji je sad postao dhimmi, da ga nagovori na predaju, obrazlažući mu situaciju primjerom poraza vizigotske vojske kod Guadalete od Arapa. Pelayo, na ulazu u veliku pećinu, odgovorio je proročanstvom, pozivajući se na biblijsku prispodobu Crkve Božje sa zrnom gorušice [Marko 4:30-32].

## Bitka
Bitka je započela kod te pećine, Covadonge ("Gospina pećina"). Planina izbrazdana uskim prolazima, dragama i grebenima bila je stupica za napadače. Kršćanski vojnici zasuli su muslimane pravim pljuskom kamenja na uskim prolazima, gdje ovi nisu mogli skloniti se, a od brojčane premoći nikakve koristi nisu imali nego štete. U drugoj fazi Pelayo i njegovi pobunjenici istrčali su ih pećina i skrovišta te napravili veliki pokolj među muslimanima. Muslimane koji su pobjegli od pokolja sasjekli su drugi kršćanski gorštaci, koje je ohrabrila uspjela obrana pa su se dali u potjeru za pobjeglim muslimanskim vojnicima.

## Posljedice
Poraz kod Covadonge značio je zaustavljanje maurskog osvajačkog nadiranja. Od ova udarca nisu se oporavili. Psihološki je značilo slamanje mita o maurskoj nepobjedivosti i razbijanje slike maurske nadmoći. Stvorilo se je slobodno društvo koje je radije izabralo siromaštvo i nesigurnost ali i slobodu, nego "sigurnost" uz gospodarevu zdjelicu hrane kao obespravljeni kršćani pod tuđinskom vlašću. Unatoč brojnim poduzetim džihadima poslije, kršćansko zrno gorušice nisu uništili, nego je ono procvalo te nakon više stoljeća Pirenejski poluotok bio je oslobođen od maurskih osvajača.